# (32735) Strekalov
(32735) Strekalov es un asteroide perteneciente al cinturón de asteroides, descubierto el 27 de septiembre de 1978 por la astrónoma soviética Liudmila Chernyj desde el Observatorio Astrofísico de Crimea (República de Crimea), Rusia).

## Designación y nombre
Designado provisionalmente como  1978 SX4. Fue nombrado Strekalov en honor al cosmonauta ruso Guennadi Mijáilovich Strekálov.